# Cheiromeles
Cheiromeles é um gênero de morcegos da família Molossidae.

## Espécies
- Cheiromeles parvidens Hollister e Miller, 1921
- Cheiromeles torquatus Horsfield, 1824